# Bruket
Bruket is een plaats in de gemeente Huddinge in het landschap Södermanland en de provincie Stockholms län in Zweden. De plaats heeft 136 inwoners (2005) en een oppervlakte van 69 hectare.